# Variante mu del SARS-CoV-2
La variante Mu (μ) del virus SARS-CoV-2, también conocida como linaje B.1.621 o VUI-21JUL-1, es una variante del virus responsable de la nueva enfermedad de la COVID-19. Fue detectada por el Instituto Nacional de Salud de Colombia en enero del 2021 y fue designada como variante de interés por la Organización Mundial de la Salud (OMS) el 30 de agosto del 2021. Esto último debido a que las mutaciones que presenta la variante sugieren un aumento en el riesgo de resistencia a las actuales vacunas. El linaje B.1.621 tiene un sublinaje etiquetado B.1.621.1 bajo la nomenclatura PANGO, que ya ha sido detectado en más de 20 países alrededor del mundo.
Según el esquema de nomenclatura simplificado propuesto por la OMS, B.1.621 se denominó "variante Mu" y se consideró una variante de interés (VOI), pero no una variante preocupante (VOC). Aunque su incidencia a nivel mundial ha sido baja, fue la más frecuente durante el tercer pico de la pandemia en Colombia y se le atribuye el elevado número de contagios registrado durante ese periodo.

## Clasificación

### Denominación
En enero de 2021, el linaje se documentó por primera vez en Colombia y se denominó linaje B.1.621.
El 1 de julio de 2021, Public Health England (PHE) nombró al linaje B.1.621 VUI-21JUL-1.
El 30 de agosto de 2021, la Organización Mundial de la Salud (OMS) nombró al linaje B.1.621 variante Mu.

### Mutaciones
El genoma Mu tiene un número total de 21 mutaciones, incluidas 9 de aminoácidos, todas las cuales se encuentran en el código de proteína de la espícula del virus: T95I, Y144S, Y145N, R346K, E484K o la mutación de escape, N501Y, D614G, P681H y D950N. Tiene una inserción de un aminoácido en la posición 144/145 de la proteína de la espícula, lo que da una mutación total YY144–145TSN. Esa mutación se anota convencionalmente como Y144S y Y145N porque las inserciones romperían muchas herramientas de comparación. También presenta una eliminación por cambio de marco de cuatro nucleótidos en ORF3a que genera un codón de terminación de dos aminoácidos. La mutación está etiquetada como V256I, N257Q y P258*. La lista de mutaciones definitorias son: S : T95I, Y144S, Y145N, R346K, E484K, N501Y, D614G, P681H y D950N; ORF1a : T1055A, T1538I, T3255I, Q3729R; ORF1b : P314L, P1342S; N: T205I, ORF3a: Q57H, V256I, N257Q, P258*; ORF8 : T11K, P38S, S67F. Las mutaciones en los virus no son nuevas. Todos los virus, incluido el SARS-CoV-2, cambian con el tiempo. La mayoría de estos cambios son intrascendentes, pero algunos pueden alterar las propiedades para hacer que estos virus sean más virulentos o escapen al tratamiento o las vacunas.
El 31 de agosto de 2021, la OMS publicó una actualización que decía que "la variante Mu tiene una constelación de mutaciones que indican posibles propiedades de escape inmunitario", y señaló que los estudios preliminares mostraron algunos signos de esto, pero que "esto debe ser confirmado por estudios adicionales."
Uno de esos estudios realizado en un laboratorio en Roma probó la efectividad de los sueros recolectados de los receptores de la vacuna BioNTech-Pfizer contra la variante Mu y encontró que "la neutralización del linaje SARS-CoV-2 B.1.621 fue sólida", aunque en un nivel más bajo que el observado contra la variante B.1.

## Estadísticas
| País                                 | GISAID | outbreak.info | Otras fuentes |
| ------------------------------------ | ------ | ------------- | ------------- |
| Estados Unidos                       | 6023   | 6068          |               |
| Colombia                             | 4721   | 4694          |               |
| Chile                                | 958    | 958           |               |
| España                               | 690    | 689           |               |
| Ecuador                              | 449    | 447           |               |
| México                               | 435    | 435           |               |
| Perú                                 | 227    | 227           | 86            |
| Canadá                               | 162    | 162           |               |
| República Dominicana                 | 115    | 115           |               |
| Aruba                                | 94     | 94            |               |
| Italia                               | 85     | 85            |               |
| Países Bajos                         | 76     | 76            | 46            |
| Costa Rica                           | 74     | 74            |               |
| Reino Unido                          | 73     | 67            | 59            |
| Puerto Rico                          | 64     | –             |               |
| Bélgica                              | 52     | 51            |               |
| Austria                              | 49     | 49            |               |
| Suiza                                | 48     | 48            |               |
| Islas Vírgenes Británicas            | 41     | 41            |               |
| Francia                              | 33     | 28            |               |
| Argentina                            | 32     | 26            | 1             |
| Jamaica                              | 27     | 27            | 26            |
| Portugal                             | 25     | 25            |               |
| Brasil                               | 21     | 21            | 12            |
| Mongolia                             | 20     | 20            |               |
| Curazao                              | 20     | 20            |               |
| Alemania                             | 16     | 16            |               |
| Panamá                               | 16     | 16            |               |
| Venezuela                            | 14     | 14            |               |
| Dinamarca                            | 12     | 12            |               |
| Bonaire                              | 10     | 10            |               |
| Polonia                              | 8      | 8             |               |
| Haití                                | 6      | 6             |               |
| Mauricio                             | 5      | 6             |               |
| Islas Vírgenes de los Estados Unidos | 6      | –             | 1             |
| Finlandia                            | 5      | 5             | 1             |
| Japón                                | 5      | 5             | 2             |
| Guatemala                            | 4      | 4             | 2             |
| Irlanda                              | 4      | 4             | 4             |
| Eslovaquia                           | 4      | 4             |               |
| Suecia                               | 4      | 4             |               |
| Hong Kong                            | 3      | 3             | 3             |
| Luxemburgo                           | 3      | 3             |               |
| San Vicente y las Granadinas         | 3      | 3             | 5             |
| San Martín                           | 3      | 3             |               |
| Sudáfrica                            | 3      | 1             |               |
| Bolivia                              | 2      | 2             |               |
| Islas Caimán                         | 2      | 3             |               |
| Israel                               | 2      | 2             |               |
| Turquía                              | 2      | 2             | 2             |
| Barbados                             | 1      | 1             |               |
| República Checa                      | 1      | 1             |               |
| Gibraltar                            | 5      | 1             |               |
| Liechtenstein                        | 1      | 1             |               |
| Malta                                | 1      | 1             |               |
| Marruecos                            | 1      | 1             |               |
| Rumania                              | 1      | 1             |               |
| Corea del Sur                        | 1      | 1             | 3             |
| Islas Turcas y Caicos                | 1      | 1             |               |
| Lituania                             | 1      | 1             |               |
| Grecia                               | –      | –             | 6             |
| Taiwán                               | –      | –             | 1             |
| Martinica                            | 1      | -             |               |
| Estonia                              | 6      | 2             |               |
| Samoa Americana                      | 3      | -             |               |
| Mozambique                           | 5      | -             |               |
| Islandia                             | 6      | 1             |               |
| Zimbabue                             | 1      | -             |               |
| Túnez                                | 1      | 4             |               |
| Sri Lanka                            | 4      | 1             |               |
| China                                | 59     | 10            |               |
| República del Congo                  | 1      | -             |               |
| Guinea                               | 1      | 1             |               |
| Kenia                                | 23     | -             |               |
| Filipinas                            | 4      | 2             |               |
| Namibia                              | 1      | -             |               |
| Surinam                              | 5      | 4             |               |
| Ucrania                              | 2      | 1             |               |
| Eslovenia                            | 4      | 1             |               |
| Guinea-Bisáu                         | 7      | 5             |               |
| Angola                               | 1      | -             |               |
| Nueva Zelanda                        | 16     | 2             |               |
| Total                                | 14 921 | 14 730        | 260           |